# Ziua europeană a memoriei victimelor stalinismului și nazismului
Ziua Europeană a Comemorării Victimelor Stalinismului și Nazismului, cunoscută și sub numele de Zi a Panglicii Negre în unele țări, este o zi internațională de comemorare a victimelor regimurilor totalitare, în special a Stalinismului, Comunismului, Nazismului și a fascismului. Are loc pe 23 august și simbolizează respingerea de "extremism, intoleranță și opresiune."